# Pharaphodius calo
Pharaphodius calo es una especie de escarabajo del género Pharaphodius, tribu Aphodiini. Fue descrita científicamente por Balthasar en 1971.
Se distribuye por Nepal, en la zona de Narayani. Mide aproximadamente 6,5 milímetros de longitud.